# قطعنامه ۶۹۴ شورای امنیت
قطعنامه  ۶۹۴ شورای امنیت سازمان ملل متحد که در تاریخ ۲۴ مه ۱۹۹۱ تصویب شد، سندی بین‌المللی دربارهٔ سرزمین‌های اشغالی توسط اسرائیل است. این قطعنامه طی نشست ۲۹۸۹‌ام با ۱۵ رای موافق، ۰ مخالف و ۰ ممتنع تصویب شد.